# Antonio Moreno
Antonio Moreno (właśc. Antonio Garrido Monteagudo; ur. 26 września 1887 w Madrycie, zm. 15 lutego 1967) – hiszpańsko-amerykański aktor filmowy i reżyser.
Karierę rozpoczynał od ról w romantycznych filmach, w których grywał zazwyczaj latynoskich kochanków, obok takich gwiazd kina niemego jak: Mary Pickford, Blanche Sweet, Lillian i Dorothy Gish, Colleen Moore, Greta Garbo, Pola Negri, Clara Bow, Billie Dove czy Gloria Swanson. Początkowo występował z charakterystycznymi wąsikami o zgolenie których poprosił go reżyser Mauritz Stiller, twierdząc iż aktor wyglądał z nimi jak włoski kelner.
Po wprowadzeniu kina dźwiękowego, Moreno nie przerwał kariery i dalej występował. Po raz pierwszy w filmie wystąpił w[1912 a po raz ostatni w 1956 w filmie Poszukiwacze.
Zmarł na serce w wieku 80 lat.